# Konfliktverteidigung
Die Konfliktverteidigung oder auch Konfrontationsverteidigung ist eine aggressive Art der Strafverteidigung, die das Gericht bzw. das Verfahren als Ganzes in Frage stellt statt lediglich den Vorwurf der Anklage. Dabei zielt das Vorgehen des Strafverteidigers darauf ab, die Möglichkeiten der Strafprozessordnung auszuschöpfen um Gerichtsverfahren an den Rand der Handhabbarkeit zu führen und sie möglichst platzen zu lassen oder mit einer vorteilhaften Absprache zu beenden.

## Begriff
Der Begriff zielt auf den Umstand, dass in der herkömmlichen Strafverteidigung die Verteidigung den Richter als neutrale Autorität akzeptiert und mit Respekt behandelt, und lediglich gegen den Ankläger argumentiert, während die Konfliktverteidigung auch die Legitimität des Richters und des Gerichtes in Frage stellt, also auch auf den Konflikt mit dem Richter aufbaut statt auf den Versuch, den Richter zu überzeugen. Obwohl häufig verwendet, ist der Begriff unscharf, weil er teilweise als Sammelbegriff für vermeintlich unzulässiges Verteidigungsverhalten, teilweise für legitime Strafverteidigung verwendet wird.

## Anwendung
Die Konfliktverteidigung mit der Ausschöpfung aller Möglichkeiten der Verteidigung findet in relativ wenigen Verfahren statt, auch wenn subjektiv wegen langer Verfahrensdauern der Eindruck des Überhandnehmens bestehen mag. Konfliktverteidigung kommt besonders in Prozessen über politisch motivierte oder politische Straftaten zum Einsatz, wenn die Beschuldigten das bestehende staatliche System in Frage stellen und dies mit ihrer Verteidigungsstrategie zum Ausdruck bringen wollen.  Unscharf ist dabei die Abgrenzung zwischen noch zulässiger Ausübung der Verteidigung und unzulässigem Missbrauch der Möglichkeiten des Strafprozesses. In der juristischen Literatur wird teils die Frage diskutiert, ob Konfliktverteidigung als Sabotage des Strafverfahrens selbst nicht den Straftatbestand der Strafvereitelung erfüllt bzw. Regeln eingeführt werden sollten, die ein solches Vorgehen ahnden.
Konkret sind für die Konfliktverteidigung typisch:
- Beweis- und Befangenheitsanträge, vor allem in großer Anzahl
- Nichtbeachtung von Worterteilungen durch das Gericht
- Dazwischenschreien bei Äußerungen anderer Verfahrensbeteiligter,
- Befragungstaktik zur Provokation von Zeugen der Anklage zu ungebührlichem Verhalten
- Versuch, die Beweisaufnahme vom Tatvorwurf wegzulenken
- Stellen von Anträgen mit der Absicht, dass diese gerade nicht positiv beschieden, sondern rechtsfehlerhaft abgelehnt werden
- Handlungen, die rein die Verlängerung des Prozesses bezwecken (z. B. Verteidiger lässt sich krankschreiben)
- Nutzung des Äußerungsrechts des Angeklagten für politische Meinungsbekundungen
- Anträge auf Ladung von Zeugen, die sich im Ausland aufhalten, insbesondere in Ländern, mit denen kein Justizhilfeabkommen besteht